# Японські картографічні символи
Японські картографічні символи (地図記号 — чизукіго) — особливі знаки, що використовують в японській картографії для позначення наземних об'єктів. Згідно положень Інституту географії Японії більшість таких знаків використовують зі світлим пунсоном (○), який розміщують нижче і який вказує на точне розташування об'єкта. Для геодезичних знаків центром розміщення точкового об'єкта слугує темний пунсон, що входить до складу знака.
З огляду на збільшення туристичних потоків до країни під час Олімпіади в Токіо 2020 року, для зручності іноземців Інститутом географії був розширений стандартний список позначень важливими для туристів об'єктами. Значна кількість умовних картографічних знаків стандартизована і включена до символів Юнікод у ревізії 5.2, але частина символів залишаються поза цим стандартом.
| Символ                                                                         | Юнікод                  | Юнікод                  | Значення                                                   | Японською               | Ілюстрація                                           |
| Адміністративні будівлі                                                        | Адміністративні будівлі | Адміністративні будівлі | Адміністративні будівлі                                    | Адміністративні будівлі | Адміністративні будівлі                              |
| ------------------------------------------------------------------------------ | ----------------------- | ----------------------- | ---------------------------------------------------------- | ----------------------- | ---------------------------------------------------- |
| Будівля органу державної влади                                                 | ⭖                       | U+26FB                  | Будівля органу державної влади префектурного рівня         | 都道府県庁              | Будівля уряду міста Токіо                            |
| Будівля муніципальної влади великого міста                                     | ⭗                       | U+2B57                  | Будівля муніципальної влади великого міста                 | 市役所・区役所          | Ратуша міста Фукуока                                 |
| Будівля муніципальної влади невеликого містечка або селища                     | ⭘                       | U+2B58                  | Будівля муніципальної влади невеликого містечка або селища | 町役場・村役場          | Муніципалітет міста Кота                             |
| Урядова будівля                                                                | ⛣                       | U+26E3                  | Урядова будівля                                            | 官公署                  | Законодавчий відділ Кабінету міністрів Японії        |
| Будівля суду                                                                   | —                       | —                       | Будівля суду                                               | 裁判所                  | Будівля суду міста Саппоро                           |
| Інші будівлі                                                                   |                         |                         |                                                            |                         |                                                      |
| Пожежна станція                                                                | —                       | —                       | Пожежна станція                                            | 消防署                  | Пожежна станція у місті Хіросіма                     |
| Поліцейська дільниця                                                           | ⭙                       | U+2B59                  | Поліцейська дільниця                                       | 警察署                  | Поліцейська дільниця                                 |
| Кобан                                                                          | ☓                       | U+2613                  | Поліцейський пункт (кобан)                                 | 交番                    | Поліцейський пункт у Токіо                           |
| Швидка допомога                                                                | ⊕                       | U+2295                  | Пункт швидкої медичної допомоги                            | 保健所                  | Центр невідкладної медичної допомоги у місті Сайтама |
| Лікарня                                                                        | ⛨                       | U+26E8                  | Лікарня                                                    | 病院                    | Шпиталь університету Нагої                           |
| Пошта                                                                          | 〶                      | U+3036                  | Пошта                                                      | 郵便局                  | Пошта у місті Токорозава                             |
| Поштовий пункт                                                                 | 〒                      | U+3012                  | Поштовий пункт, скринька                                   | 郵便記号                | Поштова скринька                                     |
| ⛻                                                                              | ⛻                       | U+26FB                  | Банк                                                       | 銀行                    | Банк у Токіо                                         |
| Податкова інспекція                                                            | —                       | —                       | Податковий відділок                                        | 税務署                  |                                                      |
| Метеорологічний пункт                                                          | —                       | —                       | Метеорологічний пункт                                      | 気象台                  | Метеорологічний пункт у Хакодате                     |
| Лісництво                                                                      | —                       | —                       | Лісництво                                                  | 森林管理署              | Регіональне управління лісів у Кінкі-Чугоку          |
| Будинок престарілих                                                            | —                       | —                       | Будинок для літніх людей                                   | 老人ホーム              | Літня японка                                         |
| Військова база                                                                 | ⛿                       | U+26FF                  | Військова база                                             | 自衛隊関係              | Військова база японських сил самооборони             |
| Культурні, історичні та релігійні об'єкти                                      |                         |                         |                                                            |                         |                                                      |
| Historical site-Place of scenic beauty-Natural monument-Protected animal plant | ⛬                       | U+26EC                  | Пам'ятка історії, культури, природи                        | 史跡・名勝・天然記念物  | Могила Нінтоку                                       |
| Пам'ятник                                                                      | —                       | —                       | Пам'ятник, монумент, стела                                 | 記念碑                  | Типовий японський пам'ятник                          |
| Місце історичної битви                                                         | ⚔                       | U+2694                  | Місце історичної битви                                     | 古戦場                  | Місце історичної битви при Нагашино                  |
| Японський замок                                                                | ⛫                       | U+26EB                  | Японський замок                                            | 城跡                    | Замок Хімеджі                                        |
| Цвинтар                                                                        | ⛼                       | U+26FC                  | Цвинтар                                                    | 墓地                    | Цвинтар                                              |
| Синтоїстське святилище                                                         | ⛩                       | U+26E9                  | Синтоїстське святилище                                     | 神社                    | Синтоїстське святилище Фушімі-Інарі                  |
| Буддійський храм                                                               | 卍                      | U+534D                  | Буддійський храм                                           | 寺院                    | Буддійський храм                                     |
| Християнський храм                                                             |                         | U+26EA                  | Християнський храм                                         | 日本の教会堂            | Християнський храм у Йонабару                        |
| Заклади освіти і науки                                                         |                         |                         |                                                            |                         |                                                      |
| Початкова, середня школа                                                       | 文                      | U+6587                  | Початкова, середня школа                                   | 小学校・中学校          | Шкільний клас в Японії                               |
| Вища школа                                                                     | ㉆                      | U+3246                  | Вища школа                                                 | 高等学校                | Вища школа Козакаї                                   |
| Коледж                                                                         | ︵ 短 大 ︶ 文          | —                       | Коледж                                                     | 短期大学                | Жіночій коледж Оказакі                               |
| Технікум                                                                       | (専) 文                 | —                       | Технікум (коосен)                                          | 高等専門学校            | Національний технологічний коледж у Нагаоці          |
| Університет                                                                    | （大） 文               | —                       | Університет                                                | 大学                    | Головний кампус університету Васеда                  |
| Музей                                                                          | —                       | —                       | Музей                                                      | 博物館                  | Національний музей Токіо                             |
| Бібліотека                                                                     | —                       | —                       | Бібліотека                                                 | 図書館                  | Бібліотека                                           |
| Промислові об'єкти                                                             |                         |                         |                                                            |                         |                                                      |
| Фабрика                                                                        | ⛭                       | U+26ED                  | Фабрика, завод, промисловий об'єки                         | 工場                    | Фабрика Хітачі у Тойокаві                            |
| Електростанція                                                                 | ⛮                       | U+26EE                  | Електростанція                                             | 発電所                  | АЕС Іката                                            |
| Нафтогазова свердловина                                                        | —                       | —                       | Нафтова або газова свердловина                             | 油井・ガス井            | Нафтова свердловина поблизу Акіти                    |
| Димова труба                                                                   | —                       | —                       | Димова труба                                               | 煙突                    | Димова труба у Кіото                                 |
| Копальня                                                                       | —                       | —                       | Копальня                                                   | 採鉱地                  | Золота копальня Садо                                 |
| Копер, вхід до копальні                                                        | —                       | —                       | Копер, вхід до копальні                                    | 坑口（洞口）            | Вхід до мідної копальні Йошіока                      |
| Кар'єр                                                                         | —                       | —                       | Кар'єр                                                     | 採石場                  | Кар'єр Косекіяма                                     |
| Технологічні споруди                                                           |                         |                         |                                                            |                         |                                                      |
| Радіовежа                                                                      | —                       | —                       | Радіовежа                                                  | 電波塔                  | Радіовежа Фуджісан                                   |
| Телевізійна вежа                                                               | —                       | —                       | Телевізійна вежа                                           | 高塔                    | Токійська телевізійна вежа                           |
| Вітряк                                                                         | —                       | —                       | Вітряк                                                     | 風車                    | Вітряки в Іяма                                       |
| Маяк                                                                           | ⛯                       | U+26EF                  | Маяк                                                       | 灯台                    | Маяк Іраготудай                                      |
| Географічні об'єкти                                                            |                         |                         |                                                            |                         |                                                      |
| ⛰                                                                              | ⛰                       | U+26F0                  | Гора, вершина гори                                         | 山頂、山                | Гора Фудзі                                           |
| Кратер вулкана або фумароли                                                    | —                       | —                       | Вулканічний кратер або фумароли                            | 噴火口・噴気口          | Кратер вулкана Асо                                   |
| Термальні води                                                                 | ♨                       | U+2668                  | Термальні джерела (онсен)                                  | 温泉                    | Термальні джерела Джигокудані                        |
| Рослинний покрив                                                               |                         |                         |                                                            |                         |                                                      |
| Широколистяні дерева                                                           | —                       | —                       | Широколистяний ліс                                         | 広葉樹林                | Широколистяні дерева                                 |
| Хвойні дерева                                                                  | —                       | —                       | Хвойний ліс                                                | 針葉樹林                | Хвойний ліс Ояма-Міногі                              |
| Пальми                                                                         | —                       | —                       | Пальми                                                     | ヤシ科樹林              | Пальми                                               |
| Бамбукові зарості                                                              | —                       | —                       | Бамбукові зарості                                          | 竹林                    | Бамбукові зарості                                    |
| Зарості кедрового сланцю                                                       | —                       | —                       | Кедровий сланець                                           | ハイマツ地              | Кедровий сланець                                     |
| Водно-болотні угіддя                                                           | —                       | —                       | Болота і луки                                              | 荒地                    | Водно-болотні угіддя                                 |
| Сільськогосподарські угіддя                                                    |                         |                         |                                                            |                         |                                                      |
| Поле                                                                           | —                       | —                       | Поле                                                       | 畑                      | Сільськогосподарські угіддя під плівкою              |
| Рисові чеки                                                                    | —                       | —                       | Рисові чеки                                                | 田                      | Рисові чеки                                          |
| Фруктовий сад                                                                  | —                       | —                       | Фруктовий сад                                              | 果樹園                  | Хурмовий сад                                         |
| Чайна плантація                                                                | ∴                       | U+2234                  | Чайна плантація                                            | 茶畑                    | Чайна плантація                                      |
| Плантації шовковиці                                                            | —                       | —                       | Плантації шовковиці                                        | 桑畑                    | Плантації шовковиці                                  |
| Інші сільгоспугіддя                                                            | —                       | —                       | Інші сільськогосподарські угіддя                           | その他の樹木畑          | Інші сільськогосподарські угіддя                     |
| Транспорт                                                                      |                         |                         |                                                            |                         |                                                      |
| Аеропорт                                                                       | —                       | —                       | Аеропорт                                                   | 飛行場                  | Аеропорт Чубу                                        |
| Важливий морський порт                                                         | —                       | —                       | Важливий великий морський порт                             | 重要港                  | Морський порт міста Кобе                             |
| Морський порт місцевого значення                                               | ⚓                      | U+2693                  | Малий морський порт місцевого значення                     | 地方港                  | Місцевий порт                                        |
| Рибацький порт                                                                 | —                       | —                       | Рибацький порт                                             | 漁港                    | Рибацьке селище Каміджима                            |
| Автомобільний пором                                                            | —                       | —                       | Автомобільний пором                                        | 渡船                    | Автомобільний пором Ритсурин                         |
| Пором                                                                          | —                       | —                       | Пором                                                      | 渡船                    | Пором Вакато                                         |
| Триангуляція                                                                   |                         |                         |                                                            |                         |                                                      |
| Репер                                                                          | ⊡                       | U+22A1                  | Геодезичний репер                                          | 水準点                  | Репер                                                |
| Наземна станція мережі GPS                                                     | —                       | —                       | Наземна станція мережі GPS                                 | 電子基準点              | Наземна станція мережі GPS                           |
| Геодезичний пункт                                                              | ◬                       | U+25EC                  | Геодезичний пункт                                          | 三角点                  | Японський геодезичний пункт 3 класу                  |